# Cameron Park (Californië)
Cameron Park is een plaats in El Dorado County in Californië in de VS.

## Geografie
Cameron Park bevindt zich op 38°40′35″Noord, 120°59′22″West. De totale oppervlakte bedraagt 19,2 km² (7,4 mijl²) waarvan slechts 0,94% water is.

## Demografie
Volgens de census van 2000 bedroeg de bevolkingsdichtheid 763,2/km² (1975,8/mijl²) en bedroeg het totale bevolkingsaantal 14.549 dat bestond uit:
- 92,25% blanken
- 0,63% zwarten of Afrikaanse Amerikanen
- 0,89% inheemse Amerikanen
- 1,44% Aziaten
- 0,12% mensen afkomstig van eilanden in de Grote Oceaan
- 1,88% andere
- 2,80% twee of meer rassen
- 6,70% Spaans of Latino

Er waren 5537 gezinnen en 4147 families in Cameron Park. De gemiddelde gezinsgrootte bedroeg 2,63.

## Plaatsen in de nabije omgeving
De onderstaande figuur toont nabijgelegen plaatsen in een straal van 24 km rond Cameron Park.